# Nemanja Vučićević
Nemanja Vučićević (Servisch: Немања Вучићевић) (Belgrado, 11 augustus 1979) is een Servisch voormalig voetballer die als middenvelder speelde.

## Carrière
Vučićević begon zijn carrière in 1999 bij RFK Grafičar Beograd en speelde tussen 2000 en 2001 voor OFK Beograd. Hij tekende in 2001 bij Lokomotiv Moskou. Met deze club werd hij in 2002 kampioen van de Premjer-Liga. Vučićević speelde tussen 2004 en 2009 voor TSV 1860 München en 1. FC Köln. Hij tekende in 2009 bij Hapoel Tel Aviv FC. Met deze club werd hij in 2010 kampioen van de Ligat Ha'Al. Hierna kwam hij uit voor AO Kavala, Anorthosis Famagusta, Manisaspor, FC Tokyo en PSM Makassar. Vučićević beëindigde zijn spelersloopbaan in 2015.